# Espère
Espère (okzitanisch Espèra) ist eine französische Gemeinde im Département Lot in der Region Okzitanien. Die 987 Einwohner (Stand: 1. Januar 2022) zählende Gemeinde gehört zum Arrondissement Cahors und zum Kanton Causse et Bouriane.

## Geografie
Espère liegt etwa sieben Kilometer nordwestlich von Cahors am südwestlichen Rand des Zentralmassivs. Umgeben wird Espère von den Nachbargemeinden Nuzéjouls im Norden, Calamane im Osten und Nordosten, Mercuès im Süden und Südosten, Caillac im Süden und Südwesten sowie Crayssac im Westen.

## Bevölkerungsentwicklung
| 1962                       | 1968 | 1975 | 1982 | 1990 | 1999 | 2006 | 2018 |
| -------------------------- | ---- | ---- | ---- | ---- | ---- | ---- | ---- |
| 257                        | 353  | 560  | 768  | 799  | 881  | 939  | 1045 |
| Quellen: Cassini und INSEE |      |      |      |      |      |      |      |

## Sehenswürdigkeiten
- Kirche Saint-Laurent aus dem 19. Jahrhundert

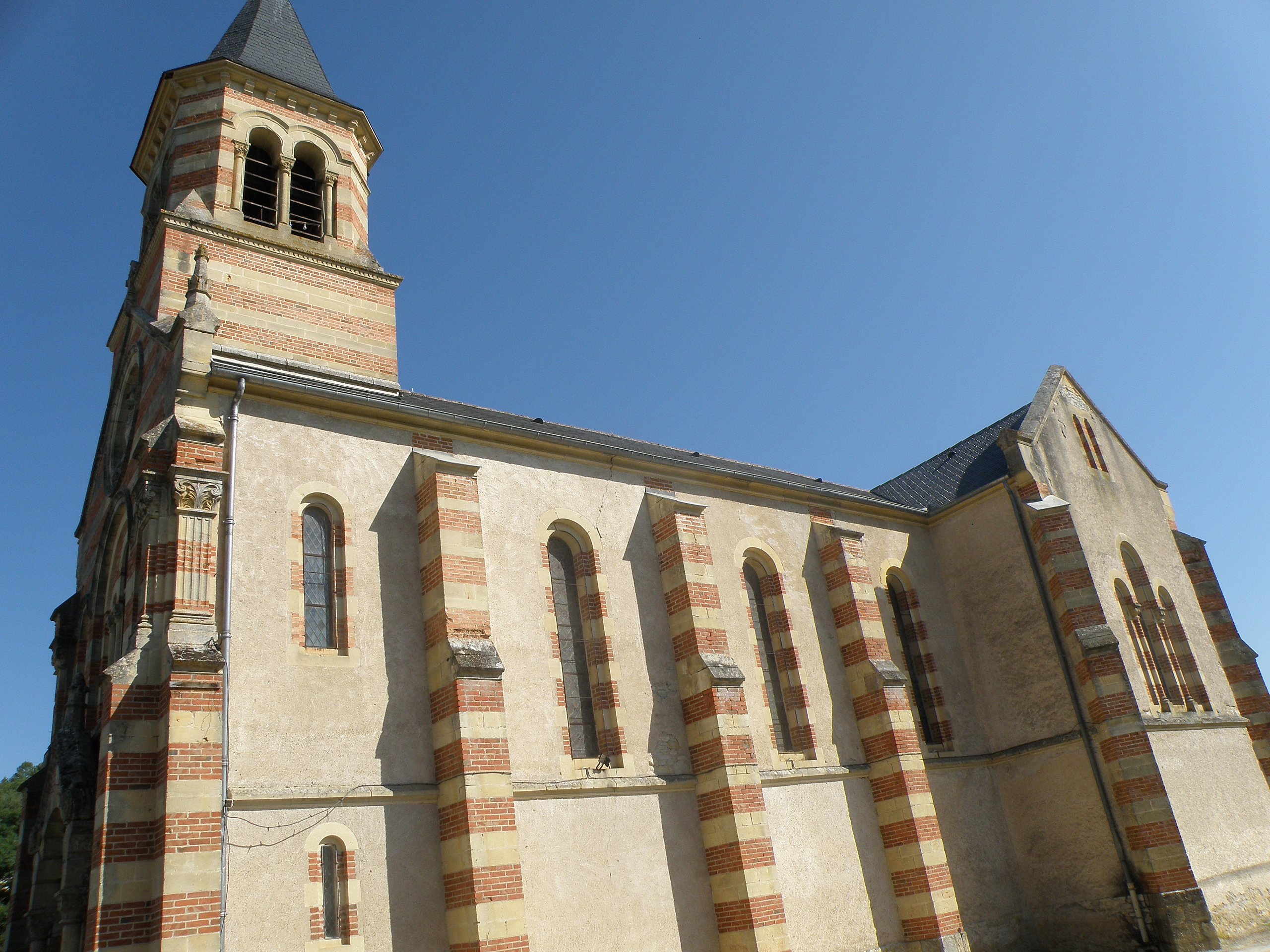
Kirche Saint-Laurent